# No Mercy (2007)
Pour les articles homonymes, voir No Mercy.
No Mercy 2007 s'est déroulé le 7 octobre 2007 à l'Allstate Arena de Chicago dans l'Illinois.
| #                                                                | Match                                                                                           | Stipulation                                                 | Durée |
| ---------------------------------------------------------------- | ----------------------------------------------------------------------------------------------- | ----------------------------------------------------------- | ----- |
| Dark                                                             | Hardcore Holly bat Cody Rhodes                                                                  | Match simple                                                | 5:00  |
| 1                                                                | Triple H bat Randy Orton (c)                                                                    | Match simple pour le WWE Championship                       | 11:06 |
| 2                                                                | Mr. Kennedy et Lance Cade et Trevor Murdoch battent Jeff Hardy et Paul London et Brian Kendrick | 6-man Tag Team Match                                        | 8:05  |
| 3                                                                | CM Punk (c) bat Big Daddy V par disqualification                                                | Match simple pour le ECW Championship                       | 1:37  |
| 4                                                                | Triple H (c) bat Umaga                                                                          | Match simple pour le WWE Championship                       | 6:33  |
| 5                                                                | Finlay contre Rey Mysterio : pas de vainqueur                                                   | Match simple                                                | 9:00  |
| 6                                                                | Beth Phoenix bat Candice Michelle (c)                                                           | Match simple pour le Women's Championship                   | 4:32  |
| 7                                                                | Batista (c) bat The Great Khali                                                                 | Punjabi Prison Match pour le World Heavyweight Championship | 14:47 |
| 8                                                                | Randy Orton bat Triple H (c)                                                                    | Last Man Standing Match pour le WWE Championship            | 20:25 |
| (c) désigne le(s) champion(s) défendant son titre dans le match. |                                                                                                 |                                                             |       |

- John Cena aurait dû remettre en jeu le WWE Championship contre Randy Orton dans un Last man Standing match. Mais sa blessure contre Mr. Kennedy l'a contraint à rendre son titre à Vince McMahon. De ce fait, le match a été annulé et Randy Orton a reçu le titre de la WWE en début de show.